# Sân bay El Tari
Sân bay El Tari hay Sân bay Eltari (IATA: KOE, ICAO: WATT) là một sân bay ở Kupang, Đông Nusa Tenggara, Indonesia. Mã ICAO đã được đổi từ WRKK thành WATT năm 2004.
Sân bay này có 2 đường băng dài 2500 rải asphalt và một đường 1273 mặt cỏ.

## Airlines and destinations
- Batavia Air (Surabaya)
- Lion Air (Surabaya)
- Merpati Nusantara Airlines (Alor, Denpasar Bali, Ende)
- Pelita Air Service (Ende, Maumere)
- Sriwijaya Air (Surabaya)